# Günther Hadank
Eugen Reinhold Günther Hadank (* 20. Oktober 1892 in Berlin; † 23. August 1973 ebenda) war ein deutscher Schauspieler und Theaterregisseur.

## Leben
Günther Hadank war ein Sohn des Berliner Juweliers Oskar Hadank (1848–1920) und seiner Frau Antonie, geb. Gubitz.
Nach Unterricht an der Schauspielschule des Deutschen Theaters in Berlin begann er 1911 seine Bühnenlaufbahn am Stadttheater von Bonn. 1913 bis 1915 spielte er am Berliner Schillertheater, 1915/16 und erneut 1917/18 agierte er in Dresden und 1916/17 in Weimar.
1920 erhielt er ein Engagement an der Volksbühne Berlin. Er verkörperte in den folgenden drei Jahrzehnten an Berliner Theatern (Volksbühne, Schillertheater, Preußisches Staatstheater, Deutsches Theater, Lessing-Theater, Theater am Schiffbauerdamm u. a.) unter anderem die Titelhelden in Peer Gynt, Faust und Prinz von Homburg. Am Deutschen Theater übernahm er auch immer öfter die Regie. Hadank inszenierte unter anderem Der Tod des Empedokles, Penthesilea und Die Braut von Messina.
Nach 1945 gehörte er zum Ensemble des Schillertheaters in Westberlin. Als Schauspiellehrer unterrichtete er an der 1951 von Hilde Körber gegründeten, 1953 in Max-Reinhardt-Schule des Landes Berlin umbenannten Schauspielschule (1964 integriert in die HdK, heute UdK). Aus dieser Zeit stammen die meisten seiner theatertheoretischen Schriften und Vorträge.
Seit 1924 übernahm er auch Filmrollen, wo er in kleineren Parts oftmals bedeutende Persönlichkeiten der Geschichte darstellte wie Wellington in Napoleon auf St. Helena, Seydlitz in Yorck und Moltke in Bismarck.
Als Theaterschauspieler arbeitete er mit zahlreichen bedeutenden Regisseuren wie Jürgen Fehling, Leopold Jessner, Berthold Viertel, Erich Engel, Paul Wegener, Lothar Müthel, Karlheinz Stroux, Rudolf Sellner, Rudolf Noelte u. v. m.
Im Jahr 1918 heiratete er Theodora Natalia Leopoldine Johanna von Stockert (* Wien 5. Mai 1892, † Berlin 12. September 1975).
In der Zeit des Nationalsozialismus scheint Hadank sich als Regisseur ideologischer Instrumentalisierung entzogen zu haben. So fasst Marco Castellari Stimmen zu Hadanks 1942 am Deutschen Theater Berlin gefeierter „Empedokles“-Inszenierung zusammen: „Hadank als Regisseur scheint zwar kaum Konzessionen an herrschende Diskurse gemacht zu haben, darin wohl vom Intendanten Hilpert unterstützt, und die Inszenierung wurde insgesamt laut verfügbaren Quellen ins Abstrakte gerückt, wobei sprachlich und gestisch eine stilisierte Ausdrucksweise vorgezogen wurde. Keine politische Redundanz also (…), bei Beibehaltung allerdings des so gut wie obligatorischen feierlichen und monumentalen Stils. Dadurch wurde  der Tod des Empedokles der unmittelbaren Aktualisierung entzogen“.

## Filmografie
| - 1924: Ssanin - 1927: Grand Hotel …! - 1928: Freiwild (siehe auch Freiwild (Schauspiel)) - 1928: Dornenweg einer Fürstin - 1929: Napoleon auf St. Helena - 1931: M - 1931: Yorck - 1932: Goethe lebt…! - 1932: Der schwarze Husar - 1932: Es wird schon wieder besser - 1933: Spione am Werk - 1934: Ein Mann will nach Deutschland - 1936: August der Starke - 1937: Tango Notturno - 1937: Ein Volksfeind | - 1938: Du und ich - 1938: Die kleine und die große Liebe - 1939: Der anonyme Brief - 1940: Friedrich Schiller – Der Triumph eines Genies - 1940: Bismarck - 1941: Kameraden - 1942: Dr. Crippen an Bord - 1943: Der unendliche Weg - 1951: Hanna Amon - 1953: Das Chiffontuch - 1953: Die verschlossene Tür - 1957: Vergeßt mir meine Traudel nicht - 1957: Herrscher ohne Krone - 1963: Das Band |

## Theater

### Schauspieler
- 1915: Henri Nathansen: Der gute Bürger (Misshandelter Junge) – Regie: ? (Schiller Theater Berlin)
- 1920: Friedrich Schiller: Kabale und Liebe (Wurm) – Regie: Johannes Klaudius (Volksbühne Theater am Bülow-Platz Berlin)
- 1920: Friedrich Hebbel: Gyges und sein Ring – Regie: Guido Herzfeld (Volksbühne Theater am Bülow-Platz Berlin)
- 1921: Rabindranath Tagore: Das Postamt (Generalarzt) – Regie: Jürgen Fehling (Volksbühne Theater am Bülow-Platz Berlin)
- 1921: Henrik Ibsen: Peer Gynt (Peer) – Regie: ? (Großes Schauspielhaus Berlin)
- 1921: Ferdinand Raimund: Der Bauer als Millionär – Regie: Jürgen Fehling (Volksbühne Theater am Bülow-Platz Berlin)
- 1925: Johann Wolfgang von Goethe: Götz von Berlichingen (Weißlingen) – Regie: Richard Rosenheim ( Lessingtheater Berlin)
- 1925: Dietzenschmidt: Die kleine Sklavin (Matthias) – Regie: Heinz Goldberg (Trianon-Theater Berlin)
- 1925: Klabund nach Edmond Rostand: Der junge Aar (Kaiser Franz) – Regie: Berthold Viertel (Lessingtheater Berlin)
- 1926: Paul Raynal: Das Grab des unbekannten Soldaten (Junger Soldat) – Regie: Berthold Viertel (Kleines Theater Berlin)
- 1926: Friedrich Schiller: Die Räuber – Regie: Erich Pabst (Harzer Bergtheater Thale)
- 1926: Friedrich Schiller: Wilhelm Tell (Arnold von Sewa) – Regie: Leopold Jessner (Großes Schauspielhaus Berlin)
- 1927: Else Lasker-Schüler: Die Wupper (Carl Pius) – Regie: Jürgen Fehling (Großes Schauspielhaus Berlin)
- 1927: Heinrich von Kleist: Prinz Friedrich von Homburg (Prinz Friedrich von Homburg) – Regie: ? (Schiller Theater Berlin)
- 1927: Friedrich Hebbel: Herodes und Marianne (Titus) – Regie: Leopold Jessner (Schiller Theater Berlin)
- 1928: Johann Wolfgang von Goethe: Clavigo – Regie: Jürgen Fehling (Schiller Theater Berlin)
- 1928: Fritz von Unruh: Louis Ferdinand Prinz von Preußen (König) – Regie: Leopold Jessner (Großes Schauspielhaus Berlin)
- 1928: André Gilde: Der Ueberblick – Regie: ? (Deutsches Künstlertheater)
- 1929: Jean Cocteau: Orpheus (Der Glaser) – Regie: Gustaf Gründgens (Theater am Schiffbauerdamm Berlin – Versuchsbühne)
- 1929: Ehm Welk: Kreuzabnahme – Regie: Paul Bildt (Volksbühne Theater am Bülow-Platz Berlin)
- 1929: Julius Sternheim: Querschnitt durch Gott – Regie: ? (Theater am Nollendorfplatz Berlin)
- 1930: Hugo von Hofmannsthal: Der Schwierige – Regie: Max Reinhardt (Komödie Berlin)
- 1930: Arnold Zweig: Der Streit um den Sergeanten Grischa – Regie: Alexis Granowsky (Theater am Nollendorfplatz Berlin)
- 1931: Friedrich Wolf: Tai Yang erwacht – Regie: Erwin Piscator (Wallner-Theater Berlin)
- 1931: Johann Wolfgang von Goethe: Die natürliche Tochter (Gerichtsrat) – Regie: Lothar Müthel (Schauspielhaus am Gendarmenmarkt Berlin)
- 1932: Johann Wolfgang von Goethe: Iphigenie auf Tauris _ Regie: ? (Deutsches Theater Berlin - Kammerspiele)
- 1937: Heinrich von Kleist: Amphitryon – Regie: Lothar Müthel (Schauspielhaus am Gendarmenmarkt Berlin)
- 1937: Gotthold Ephraim Lessing: Emilia Galotti – Regie: Gustaf Gründgens (Staatstheater Berlin – Kleines Haus)
- 1937: William Shakespeare: Richard III. – Regie: Jürgen Fehling (Schauspielhaus am Gendarmenmarkt Berlin)
- 1937: William Shakespeare: Hamlet – Regie: Lothar Müthel (Staatstheater Berlin – Kleines Haus)
- 1938: Wolfgang Goetz: Neidhard von Gneisenau – Regie: Erich Ziegel (Schauspielhaus am Gendarmenmarkt Berlin)
- 1939: Hans Rehberg: Die Königin Isabella – Regie: Gustaf Gründgens (Staatstheater Berlin – Kleines Haus)
- 1946: Friedrich Schiller: Kabale und Liebe (Präsident) – Regie: Herbert Maisch (Komödie am Kurfürstendamm Berlin)
- 1946: Georg Kaiser: Adrienne Ambrossat – Regie: Hans Deppe (Komödie am Kurfürstendamm Berlin)
- 1946: Jean Anouilh: Antigone – Regie: Bruno Hübner (Komödie am Kurfürstendamm Berlin)
- 1951: William Shakespeare: Ende gut, alles gut (König von Frankreich) – Regie: Hans Lietzau (Komödie am Kurfürstendamm Berlin)
- 1953: Franz Seitz: Dorado (Erzbischof von Sevilla) – Regie: Werner Kelch (Komödie am Kurfürstendamm Berlin)
- 1961: Johann Wolfgang von Goethe: Egmont – Regie: Rudolf Sellner (Schiller Theater Berlin)

### Regisseur
- 1942: Friedrich Hölderlin: Der Tod des Empedokles (Deutsches Theater Berlin)
- 1948: Friedrich Schiller: Die Braut von Messina (Theater der Jugend im Titania-Palast)

## Hörspiele
- 1925: Johann Wolfgang von Goethe: Iphigenie auf Tauris - Regie: Alfred Braun – Mit: Heinz Bernecker, Günther Hadank (Orest), Fritz Alten, Gerda Müller u. a. - Funk-Stunde AG (Berlin)
- 1926: Johann Wolfgang von Goethe: Egmont - Regie: Alfred Braun – Mit: Agnes Straub, Karl Ebert, Theodor Loos, Werner Krauß, Paul Bildt, Lucie Mannheim, Günther Hadank u. a. - Funk-Stunde AG (Berlin)
- 1926: Georg Büchner: Leonce und Lena - Regie: Alfred Braun – Mit: Günther Hadank (Prinz Leonce), Edith Fritz (Prinzessin Lena), Werner Krauß (Valerio) u. a. - Funk-Stunde AG (Berlin)
- 1926: Arthur Schnitzler: Der grüne Kakadu - Regie: Alfred Braun – Mit: Günther Hadank u. a. - Funk-Stunde AG (Berlin)
- 1926: Arthur Schnitzler: Die Gefährtin - Regie: Alfred Braun – Karl Ebert, Günther Hadank u. a. - Funk-Stunde AG (Berlin)
- 1926: Georg Kaiser: Von Morgens bis Mitternacht - Regie: Alfred Braun – Mit: Werner Krauß, Marianne Oswald, Edith Fritz, Lothar Müthel, Günther Hadank u. a. - Funk-Stunde AG (Berlin)
- 1927: Hugo von Hofmannsthal: Der Tor und der Tod - Regie: Alfred Braun – Mit: Albert Steinrück, Günther Hadank u. a. - Funk-Stunde AG (Berlin)
- 1927: Henrik Ibsen: Rosmersholm - Regie: Alfred Braun – Mit: Günther Hadank (Johannes Rosmer), Gerda Müller, Walter Franck, Paul Bildt, Albert Steinrück - Funk-Stunde AG (Berlin)
- 1927: Friedrich Schiller: Wallenstein - Regie: Alfred Braun – Kommentar: Arnolt Bronnen - Mit: Eugen Klöpfer (Wallenstein), Paul Bildt, Günther Hadank u. v. a. - Funk-Stunde AG (Berlin)
- 1929: Friedrich Wolf: SOS … rao rao … Foyn - "Krassin" rettet "Italia" – Regie: Alfred Braun – Mit: Hans Rameau, Robert Aßmann, Elsa Wagner, Ernst Busch, Günther Hadank, Fritz Alten, Gustav von Wangenheim u. v. a. - RRG
- 1946: Günther Weisenborn: Die guten Feinde - Regie: Theodor Mühlen – Mit: Günther Hadank, Heinz Drache u. a. - Berliner Rundfunk
- 1947: Hugo von Hofmannsthal: Das Salzburger große Welttheater - Regie: Hanns Korngiebel - Günther Hadank (Meister) u. a. - RIAS
- 1948: Oskar Wessel: Hiroshima (Dokumentation) - Regie: Otto Kurth – Mit Günther Hadank, O. E. Hasse, Elsa Wagner u. a. - NWDR
- 1949: George Bernard Shaw: Die heilige Johanna – Regie: Alfred Braun – Berliner Rundfunk
- 1949: Friedrich Karl Kaul: Der Weg ins Nichts - Regie: Alfred Braun – Mit Günther Hadank (Untersuchungsrichter) u. a. - Berliner Rundfunk
- 1950: Theodor Plievier: Die Ballade vom Frieden - Regie: Otto Kurth – Mit: Günther Hadank u. v. a. – NWDR
- 1951: Hans José Rehfisch, Wilhelm Herzog: Affäre Dreyfus - Regie: Curt Goetz-Pflug – Mit: Horst Caspar, Antje Weisgerber, Dorothea Wieck, Victor de Kowa, Günther Hadank u. a. - NWDR
- 1953: Conrad Ferdinand Meyer: Füße im Feuer - Regie: Gert Westphal – Mit: Günther Hadank, Rosemarie Gerstenberg u. a. – NWDR
- 1953: Josef Martin Bauer: Der glaubwürdige Lügner - Regie: Fritz Schröder-Jahn – Mit: Günther Hadank u. a. - NWDR
- 1953: Hans Christian Branner: Die Geschwister - Regie: Otto Kurth – Mit: Günther Hadank, Rosemarie Gerstenberg - NWDR
- 1953: Erwin Wickert: Die vergessene Frage - Regie: Fritz Schröder-Jahn – Mit: Günther Hadank u. a. – NWDR
- 1954: Johannes von Saaz: Ackermann und Tod (Ackermann aus Böhmen) – Regie: Hans Bernd Müller - Mit: O. E. Hasse, Ernst Schröder, Günther Hadank (Gott) – SFB
- 1954: Hugo von Hofmannsthal: Der Tor und der Tod – Regie: Günther Hadank – Mit: Günther Hadank u. a. - SFB
- 1954: Alfred Andersch: Die Letzten vom Schwarzen Mann - Regie: Fritz Schröder-Jahn – Mit: Günther Hadank, Helga Feddersen u. a. - HR; NWDR
- 1954: Paul Valéry: Mein Faust - Regie: Gert Westphal – Mit: Günther Hadank (Faust), Paul Hoffmann (Mephistofeles) u. a. - SWF
- 1954: Josef Martin Bauer: Geld oder Leben - Regie: Ulrich Lauterbach Mit: Günther Hadank, Lieselotte Köster, Erich Ponto, René Deltgen - HR; SDR
- 1955: Johann Wolfgang von Goethe: Aus Goethes Faust: Der Ostertag - Regie: Curt Goetz-Pflug – Mit: Günther Hadank (Faust) u. a. – SFB
- 1955: André Gide: Die Heimkehr des verlorenen Sohnes - Regie: Carlheinz Riepenhausen – Mit: Günther Hadank, Berta Drews u. a. – SFB
- 1955: Hugo von Hofmannsthal: Jedermann - Regie: Hans Bernd Müller - Mit: Wilhelm Borchert, Joana Maria Gorvin, Günther Hadank, Tilly Lauenstein u. v. a. - SFB
- 1956: Johann Wolfgang von Goethe: Aus Goethes Faust: Die Nacht in der Studierstube - Regie: Curt Goetz-Pflug – Mit: Günther Hadank (Faust) u. a. – SFB
- 1956: Bertolt Brecht: Das Verhör des Lukullus - Regie: Fritz Schröder-Jahn – Mit: Ernst Schröder (Lukullus), Günther Hadank (Totenrichter) u. a. - NDR
- 1956: Friedrich Dürrenmatt: Die Panne - Regie: Gustav Burmester – Mit: Paul Bildt, Günther Hadank u. a. – NDR (Hörspielpreis der Kriegsblinden 1957)
- 1956: Herman Wouk: Der Verräter - Regie: Curt Goetz-Pflug – Mit: Günther Hadank, Karl Eberth u. a. - SFB
- 1956: Karl Ude: Die Pferde auf Elsenhöhe - Regie: Theodor Steiner – Mit: Günther Hadank u. a. - HR
- 1959: Georg Kaiser: Die Bürger von Calais - Regie: Rudolf Noelte – Mit: Bernhard Minetti, Thomas Holtzmann, Günther Hadank - RIAS
- 1962: Bertolt Brecht: Das Verhör des Lukullus - Regie: Rudolf Noelte – Mit: Will Quadflieg (Lukullus), Günther Hadank (Totenrichter) u. a. – NDR[10]